# Aldebaranplein
Het Aldebaranplein is een plein in Amsterdam-Noord.

## Plein
Het plein en de Albaranstraat, die het plein schampt, kregen op 26 oktober 1921 hun naam en werden daarbij vernoemd naar de ster Aldebaran in het sterrenbeeld Stier. Vanaf toen werd deze buurt Tuindorp Oostzaan volgebouwd aan straten en pleinen die allemaal naar hemellichamen werden vernoemd. De meeste pleinen zijn een soort dorpspleinen in het tuindorp, maar het Aldebaranplein is veel groter; het meet 100 bij 75 meter. Niet alleen wijkt het voor wat betreft grootte af, maar het plein is meer ingericht als parkachtige omgeving dan als stadspleintje.

## Gebouwen
Het plein maakt deel uit van de plattegrond van Berend Tobia Boeyinga en Jo Mulder, die zich met het dorps karakter van het tuindorp bemoeiden. Het plein wordt begrensd door vier stroken woningen (noord, west en zuid), alle ontworpen door de twee architecten en een groot gebouw (oostkant). 

## Aldebaranplein 2-4
Dat gebouw, Aldebaranplein 2-4, werd in de zomer van 1923 aanbesteed en opgeleverd naar ontwerp van de Publieke Werken en ging dienen als deels houten school, vanwege de vele kinderen werd het een dubbele lagere school met centraal een afwijkende rooilijn met een gymnastieklokaal. Net als de woningen was het bedoeld als tijdelijk gebouw. Het bleef echter staan totdat het in 1983 afbrandde. Er werd nog een sloopvergunning aangevraagd, maar ter plekke aangekomen bleek er geen gebouw meer te staan. Vanaf 1987 werd er weer gebouwd, startend met een nieuwe fundering, het zou geen school meer worden maar “herbouw Aldebaranschool tot multifunktioneel centrum” naar ontwerp van architecten Rob Budding en Ronald Wilken. Zowel het afgebrande als het nieuw opgetrokken voldeed/voldoet aan de bouwstijl Amsterdamse School, de oudbouw oorspronkelijk, de nieuwbouw geïmiteerd.     

## Kunst
Midden op het plein staat het Borstbeeld Arie Keppler van Constance Wibaut uit 1999. In de jaren zestig werd er een speelplaatsje ingericht met drie speeltoestellen ontworpen door Aldo van Eyck (zandbak, duikelrek en tunnel). Na verloop van tijd verdween die echter weer.

## Afbeeldingen

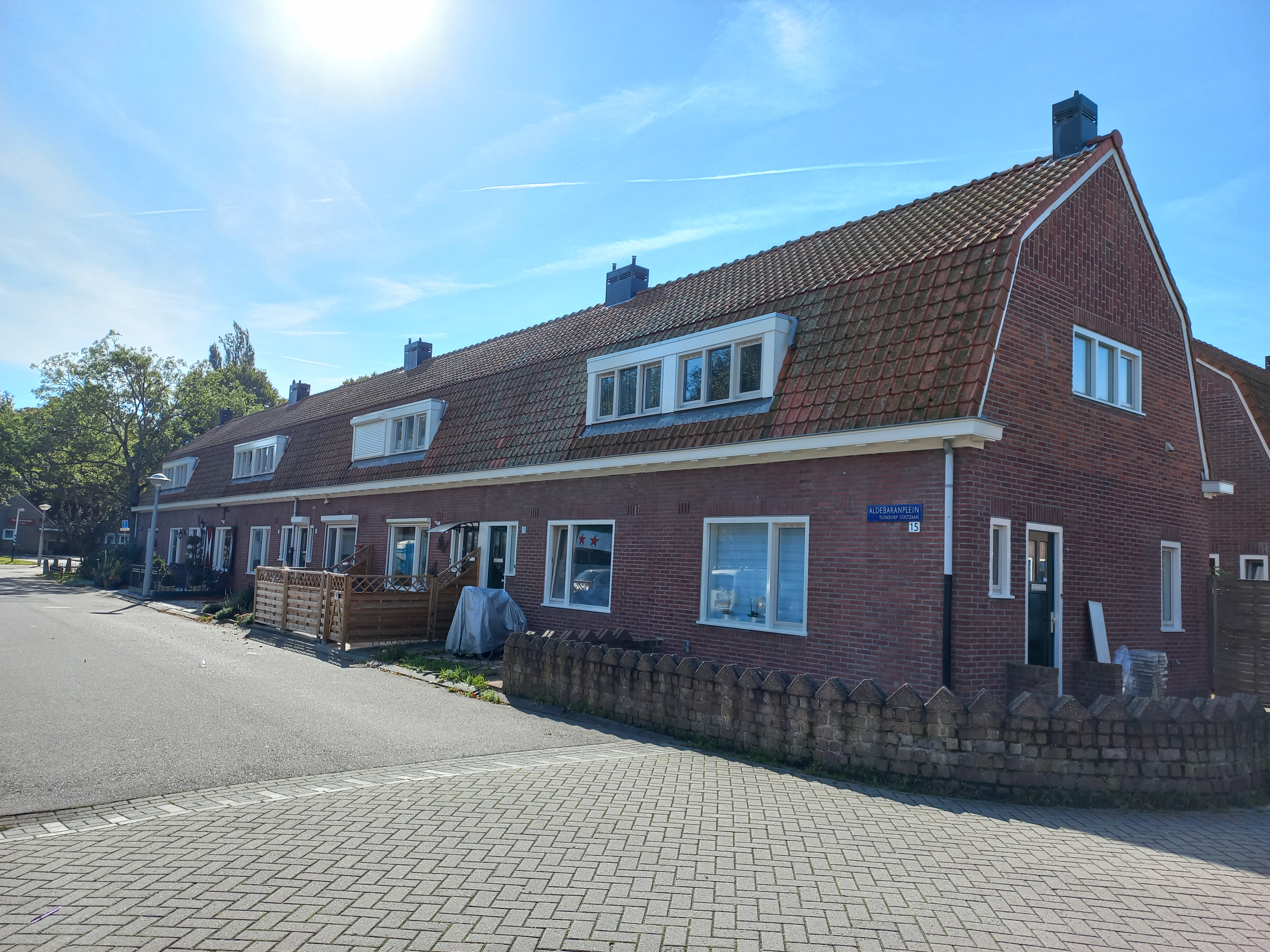
Specifieke bouwstijl Aldebaranplein 1-15, Amsterdam )september 2023)
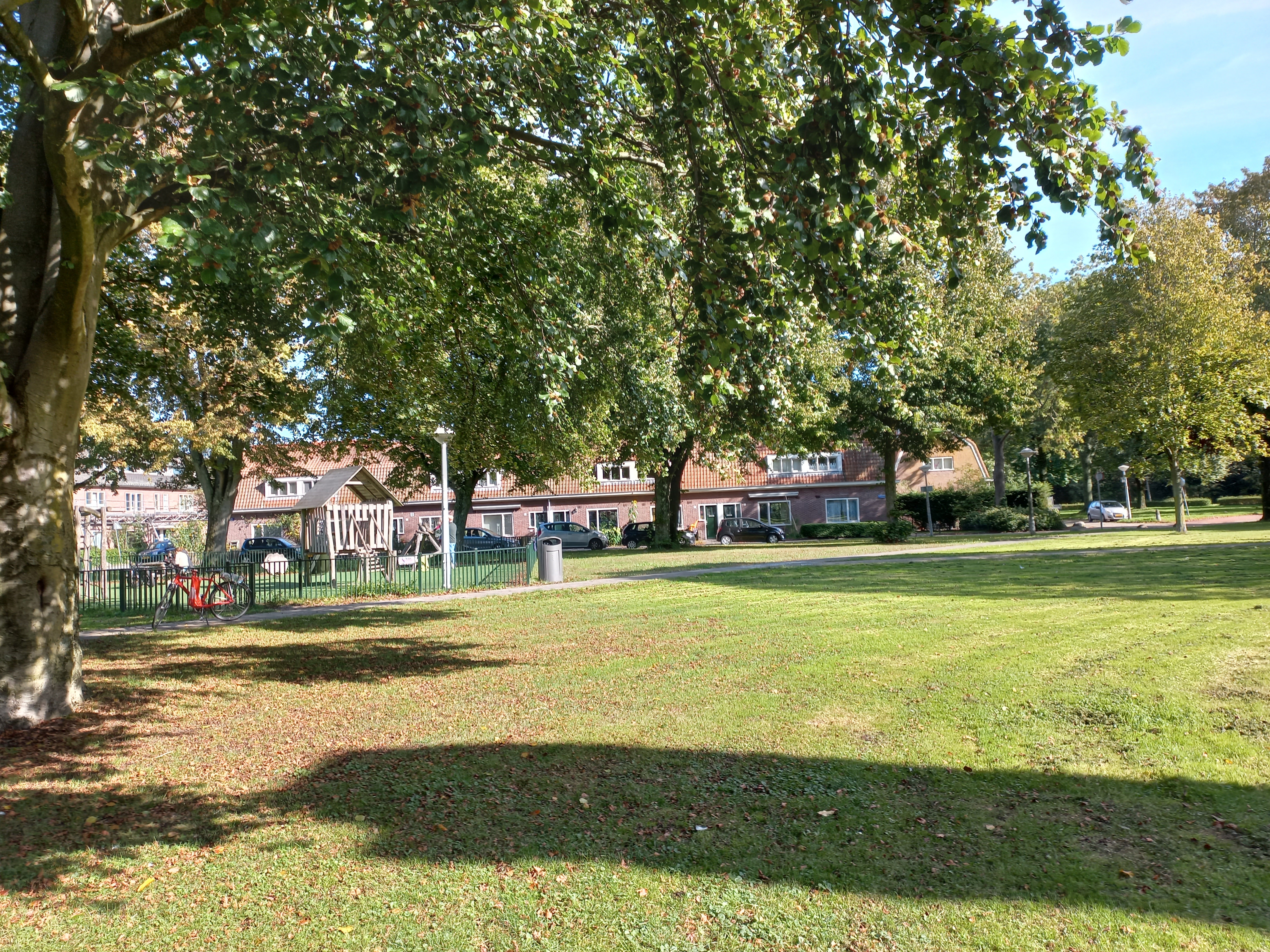
Huisjes aan de noordrand (september 2023)
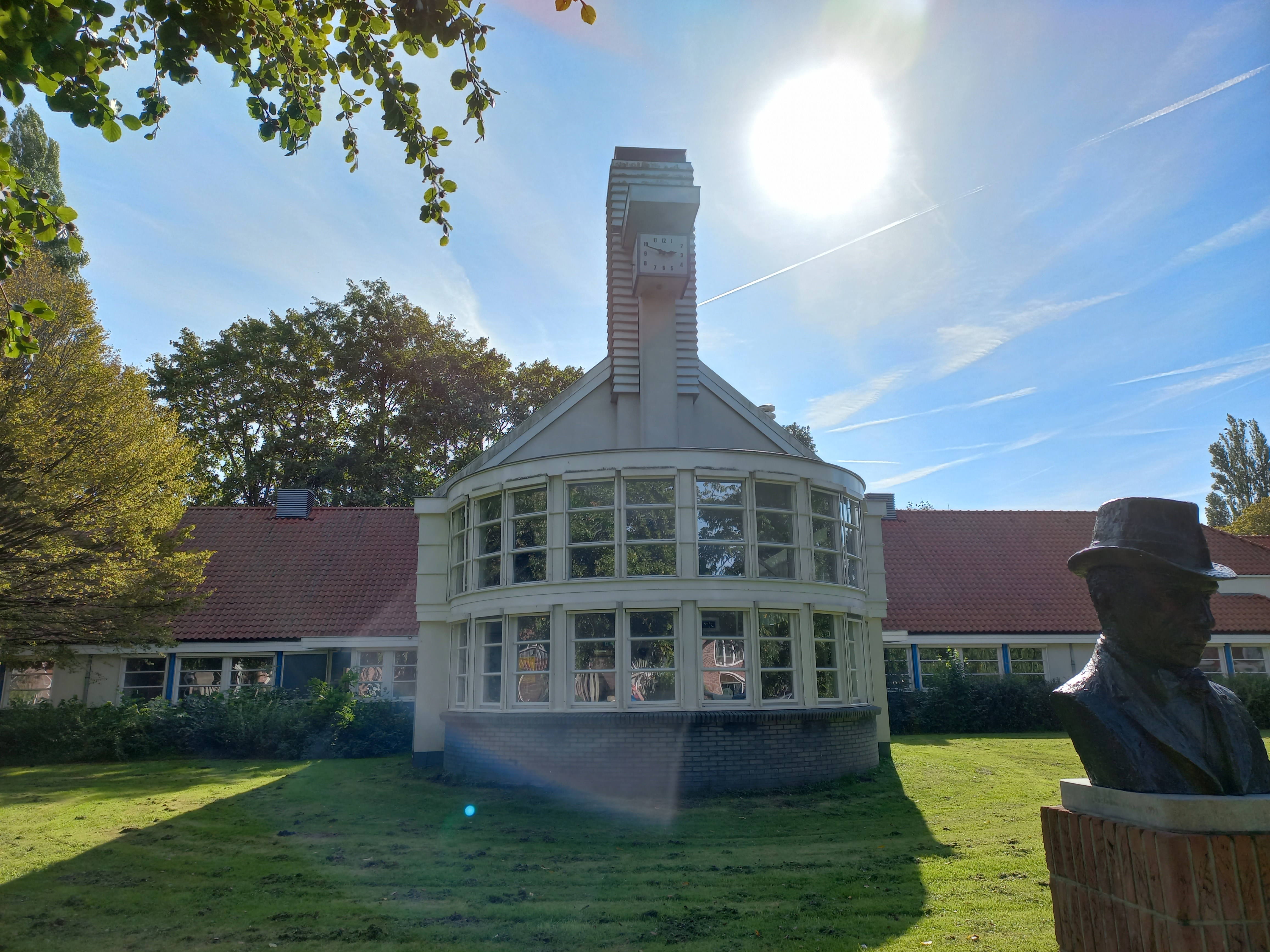
Opvallend bouwdeel gebouw 2-4 met rechts Keppler (september 2023)